# 舍夫琴科韋 (小布爾盧克村委會)
50°5′55″N 37°26′38″E / 50.09861°N 37.44389°E
舍夫琴科韋（烏克蘭語：Шевченкове）是位於烏克蘭東部的村莊，由哈爾科夫州庫皮揚斯克區大布尔卢克市镇負責管轄，原由小布爾盧克村拉达管辖。該村處於大布爾盧克河畔，始建於1700年，面積1.2平方公里，海拔高度118米，2001年人口346。